# 선우진
선우진(鮮于 鎭, 1922년 1월 8일 ~ 2009년 5월 17일)은 대한민국의 독립운동가, 군인, 정치인이다. 평안북도 정주군 출생이며 본관은 태원(太原)이다. 그는 1945년 1월 31일에서부터 1949년 6월 26일까지 백범 김구의 비서로 활동하기도 했다.

## 생애

### 생애 초기

1948년 4월 평양 을밀대에서
왼쪽부터 선우 진, 김규식, 김구, 원세훈 순

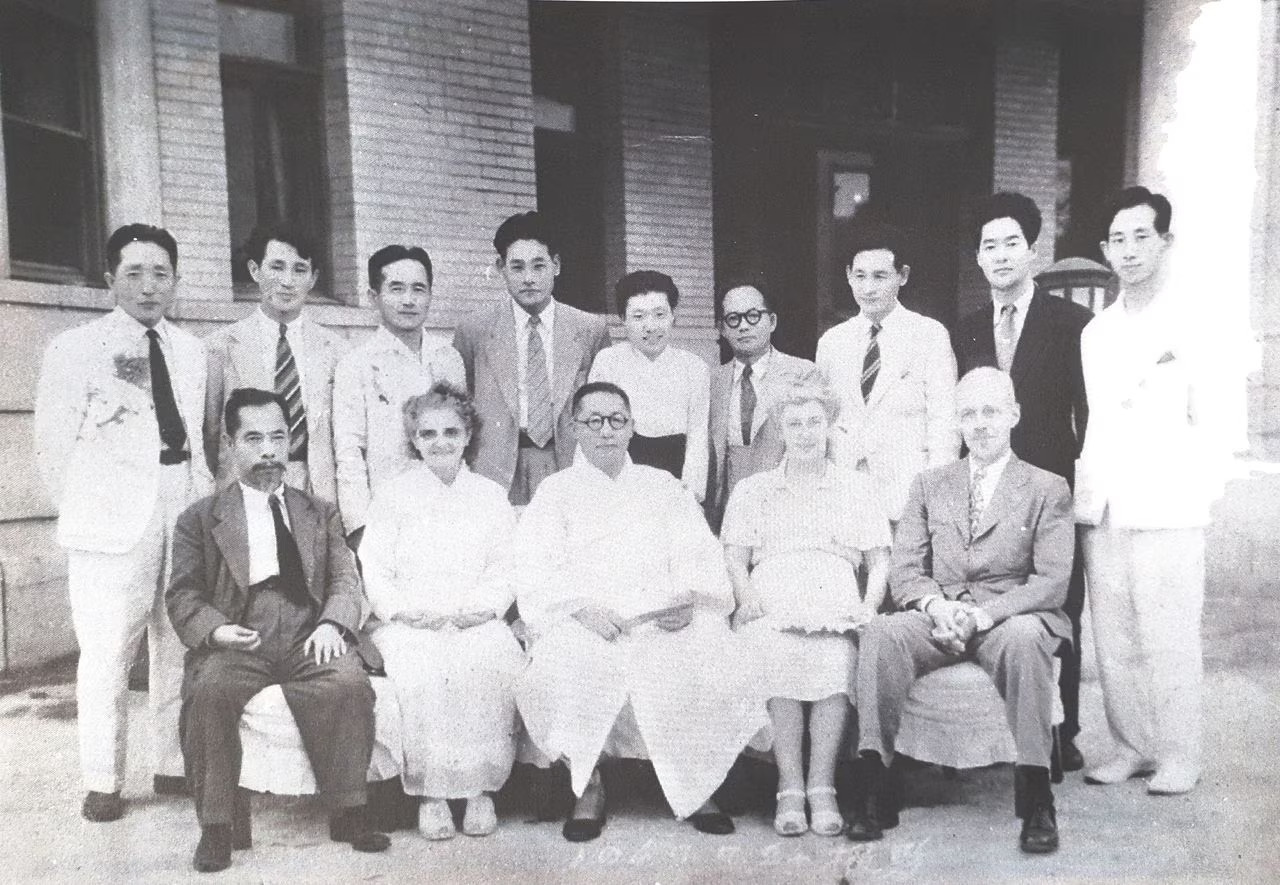
한국 방문 중 경교장을 찾아온 피치 박사 부부와 함께 (1946년)
뒷줄 오른쪽 첫 번째가 선우진, 앞줄 가운데는 김구, 앞줄 왼쪽은 피치 박사 부부, 앞줄 오른쪽은 조완구, 프란체스카 도너 순, 뒷줄 왼쪽 첫 번째는 엄항섭, 세 번째는 이기붕, 네 번째는 안우생, 가운데는 안미생, 네 번째는 서영해

- 1940년 만주(滿洲) 신징(新京) 대학교를 나온 이후 광복군 제3지대 제6분처가 있는 중국 안후이성 푸양에서 광복군에 입대하였으며 적지구 선전공작 등 활동
- 1944년 8월 중화민국 육군군관학교(中華民國 陸軍軍官學校) 제10분교 간부훈련반 부설 한국 광복군 간부훈련반에 입교하여 3개월간 군사교육 훈련과정을 수료하고 그 후 광복군 부위(副尉)로서 총사령부 정훈처(政訓處)에 소속되어 선전 및 시사방송을 충칭(重慶)에 있는 중앙방송국을 통하여 주2회씩 3개월 동안 방송하였다.

### 학력
- 1940년 만주국 신징 대학교 법학과 학사
- 1942년 중화민국 허베이성 톈진 중앙육군군관학교 졸업
- 1956년 대한민국 국방대학교 1기 행정학사

### 만년
- 1990년 건국훈장 애국장 수여
- 만년에는 백범김구선생기념사업협회(회장: 서언 김신) 상무이사를 거쳐 백범기념관 상무이사(관장: 서언 김신)를 지냈다.

### 사망
2009년 5월 17일 정오에 노환으로 세상을 떠났으며, 5월 20일을 기하여 국립대전현충원에 안장되었다.

## 같이 보기
- 대한민국 임시 정부
- 한국 광복군
- 김우전
- 김준엽
- 윤경빈
- 장준하
- 안미생
- 최기일
- 김인
- 김신
- 군정기
- 김구
- 김규식
- 엄항섭
- 이승만